# Djenassoume
Djenassoume (ou Djenasoumeu, Djeunassoume) est un village du Cameroun situé dans la région de l’Est, le département du Haut-Nyong et l'arrondissement (commune) d'Abong-Mbang, sur la route qui relie cette localité, Nkoloulou et Oboul I.

## Population
En 1966-1967, Djenassoume comptait 319 habitants, principalement des Maka Bebend, un sous-groupe des Maka. Lors du recensement de 2005, on y dénombrait 567 personnes.

## Infrastructures
Djenassoume dispose d'un marché périodique et d'un poste agricole.